# Phriapatios
Arsace III Phriapatios est un souverain parthe, petit-fils du cofondateur de la dynastie, Tiridate.

## Origine
Son nom « Phriapatios » est la transcription en grec de Fryapati et signifie « en possession ou possédé par Frya ». Frya est le nom d'un des immortels ancêtres de la tribu des Fryâna. Justin précise qu'il se nomme également « Arsace » car « les Parthes donnent également ce nom à tous leurs rois comme Rome donne à ses empereurs les noms de César et d'Auguste ».

## Règne
Selon Justin qui n'indique pas le nom de son père, il est le troisième roi de Parthes, et règne une quinzaine d'années, d'environ 190 à 175 av. J.-C..
Bien que ce même Justin ne lui accorde que deux fils, on considère désormais que Phriapetius est le père des rois suivants :
- Arsace IV Phraatès Ier, son fils aîné, qui lui succède ;
- Arsace V Mithridate Ier ;
- Arsace VII Artaban II ;
- un fils au nom inconnu, père du roi Arsace IX Gotarzès Ier.